# 邵勋
邵勛（1965年2月—），男，漢族，安徽舒城人，畢業於財政部財政科學研究所財政學專業畢業，博士研究生學歷。1991年7月參加工作，1999年1月加入中國共產黨。

## 生平
中南財經大學工業經濟系工業經濟專業畢業後，到安徽省財政廳任職。2010年4月，轉至中國進出口銀行安徽省分行任職。2017年2月，任貴州省人民政府金融工作辦公室銀行處處長。2017年12月，任貴州省財政廳副廳長、黨組成員。2020年，任貴州省交通運輸廳黨委書記、廳長。